# Drago Vabec
Pour les articles homonymes, voir Drago.
 (juin 2019).
Drago Vabec, de son vrai nom Dragutin Vabec, est un footballeur international yougoslave d'origine croate, né le 26 octobre 1950 à Zagreb.

## Biographie
Drago Vabec, joueur international yougoslave d'origine croate, est généralement considéré comme l'un des meilleurs joueurs de l'histoire du Dinamo Zagreb et le meilleur de l'histoire du Stade brestois. Dans ces deux clubs, il a acquis le statut de légende,,,,,,,,,,,,.

## Carrière

### Joueur
- 1968-1977 : Dinamo Zagreb ( Yougoslavie)
- 1977 : Toronto Croatia ( Canada)
- 1977-1979 : Dinamo Zagreb ( Yougoslavie)
- 1979-1983 : Stade brestois ( France)
- 1983-1984 : Dinamo Zagreb ( Yougoslavie)

### Distinctions personnelles
Drago Vabec figure parmi les 100 meilleurs joueurs croates de l'histoire sélectionnés par le quotidien Sportske novosti à l'occasion du 75e anniversaire du journal sportif.

### Entraîneur
- NK Čakovec ( Yougoslavie)

## Palmarès
- 7 sélections et 1 but avec la  Yougoslavie de 1973 à 1976
- Vainqueur de la Coupe de Yougoslavie en 1969 avec le Dinamo Zagreb
- Finaliste de la Coupe de Yougoslavie en 1972 et 1976 avec le Dinamo Zagreb
- Champion de France de D2 en 1981 avec le Stade brestois